# Stéphane Lannoy
Stéphane Lannoy, född 18 september 1969 i Boulogne-sur-Mer, är en fransk fotbollsdomare som bland annat dömt matcher i Uefa Champions League och i OS i Peking 2008. Han dömde också i fotbolls-VM 2010 i Sydafrika. Lannoy har varit FIFA-domare sedan 2006.